# Reuthlos
Reuthlos ist ein Gemeindeteil des Marktes Zapfendorf im oberfränkischen Landkreis Bamberg in Bayern.

## Geografie
Nachbarorte des Dorfes sind im Norden Oberleiterbach, im Südosten Kirchschletten (beide Markt Zapfendorf) und im Südwesten Zapfendorf.

## Geschichte
Reuthlos wurde erstmals im Jahre 1340 erwähnt. Der Ort gehörte lange Zeit zum Kloster Michelsberg in Bamberg.